# HD49713
HD49713 — хімічно пекулярна зоря спектрального класу B9, що має видиму зоряну величину в смузі V приблизно  7,3.
Вона  розташована на відстані близько 613,1 світлових років від Сонця.

## Фізичні характеристики
Телескоп Гіппаркос зареєстрував фотометричну змінність  даної зорі з періодом    2,14 доби в межах від  Hmin= 7,34 до  Hmax= 7,27.

## Пекулярний хімічний вміст
Зоряна атмосфера HD49713 має підвищений вміст 
Cr
.